# Стешенко Олександр Миколайович
Олекса́ндр Микола́йович Стеше́нко (нар. 3 травня 1952, місто Сватове, Луганська область) — український політик. Народний депутат України I, II та VI скликання. Член партії ВО «Батьківщина».

## Ранні роки
Народився в сім'ї робітника.

## Освіта
У 1980 році заочно закінчив факультет механізації сільського господарства Ворошиловградського сільського-господарського інституту за фахом інженер-механік. Також закінчив Вищу партійну школу при ЦК КПУ та Національну юридичну академію України імені Ярослава Мудрого.

## Кар'єра
- 1969 — учень слюсаря Сватівського олійно-екстракційного заводу.
- 1970–1972 — служба в армії.
- З 1972 — шофер Луганського об'єднання «Укравтотехобслуговування», слюсар Сватівського райпобуткомбінату, інженер-електрик Сватівського районного управління сільського господарства, головний механік Сватівської міжгосподарської шляхово-будівної організації, інструктор Сватівського районного комітету КПУ.
- 1983–1986 — голова правління колгоспу «Червона зірка» Сватівського району.
- З 1986 — слухач Вищої партійної школи при ЦК КПУ.
- З березня 1987 — завідувач оргвідділу Сватівського районного комітету КПУ.
- З липня 1987 — голова виконкому Сватівської райради народних депутатів.
- З грудня 1989 — перший секретар Троїцького районного комітету КПУ, з травня 1990 — голова Троїцької райради народних депутатів, з 1991 також і райвиконкому.
- Квітень 1992 — січень 1993 — Представник Президента України в Троїцькому районі[4][5].
- З лютого 1993 — голова Троїцької райради народних депутатів.
- З червня 2006 — керівник секретаріату фракції «Блок Юлії Тимошенко» у Верховній Раді України.

Був Тимчасовим Повіреним у справах України в Республіці Узбекистан, радником МЗС України.

## Родина
Українець. Одружений, має дочку.

## Парламентська діяльність
Народний депутат України 12(1)-го скликання з 25 січня 1993 до 10 травня 1994 за Сватівським виборчим округом № 71 Луганської області. На час виборів: Представник Президента України в Троїцькому районі. Член Комісії з питань АПК.
Народний депутат України 2-го скликання з 11 травня 1994 до 12 травня 1998 за Сватівським виборчім округом № 256 Луганської області, висунутий КПУ. На час виборів: голова Троїцької райради, член КПУ. Член МДГ (до цього — фракції комуністів). Голова Комітету з питань державного будівництва, діяльності рад і самоврядування.
Народний депутат України 6-го скликання з 3 червня 2008 до 12 грудня 2012 від «Блоку Юлії Тимошенко», № 167 в списку. На час виборів: завідувач секретаріату фракції «Блок Юлії Тимошенко» у Верховній Раді України, член партії ВО «Батьківщина». Член фракції «Блок Юлії Тимошенко» (з 3 червня 2008). Член Комітету у закордонних справах (з 5 червня 2008).

## Нагороди, державні ранги
Орден «За заслуги» III ступеня (червень 1997).